# La fossa degli appestati
La fossa degli appestati (Plague Pit) è un romanzo horror fantascientifico di Mark Ronson (pseudonimo usato da Marc Elward Alexander) del 1981.

## Trama
A Londra, il personaggio Hacker lavora come ruspista; durante i lavori in un cantiere edile, per fare un dispetto al suo capocantiere Jennings sfonda il muro di un rudere che doveva essere non toccato dai lavori. Il pavimento sprofonda e  la fossa è piena di scheletri. La sorpresa per i resti storici, però, viene presto sostituita dall'ingordigia degli operai del recuperare gli oggetti preziosi seppelliti con i morti. Gli operai si calano nella fossa per recuperare oggetti d'oro dell'epoca, frantumando le ossa e respirando la polvere, e se li spartiscono.
La casa, infatti, risulta essere stata chiusa durante la grande epidemia di peste che colpì la città nel 1666: sono  rimasti dei bacilli latenti di Yersinia pestis (il vettore della peste),  e  i lavoratori del cantiere ne sono contagiati. Alcuni muoiono, ma prima contagiano altre persone. Hacker è immune alla malattia, e contagia la moglie, che a sua volta contagia i clienti che incontra come prostituta.
Il primo a morire è l'operaio Michel Ferris  e il dottor Aziz, un medico di Calcutta,  quando lo vede non crede ai suoi occhi: è peste, e avverte subito il Ministero della Sanità.
L'epidemia, purtroppo, non tarda a svilupparsi e dilagare. La Londra del XX secolo deve così subire una violenta epidemia di peste che metterà a dura prova la popolazione arrivando a causare due milioni di morti. Il mondo isola la Gran Bretagna; vengono abbattuti gli aerei e affondate le navi di chi cerca di scappare.
Prima del blocco totale, Hacker, che è portatore sano, riesce a imbarcarsi, contagiando tutto l'equipaggio. Riesce a sbarcare negli USA prima che sia scoperta la causa delle morti e contagia una donna. Appena scopre che è ammalata, scappa cercando di arrivare in Canada. Lungo la strada, carica una giovane autostoppista...

## Eyam
Durante il romanzo, vengono citate e raccontate le vicissitudini del villaggio di Eyam, il quale viene ricordato nella storia inglese perché i propri abitanti si posero spontaneamente in quarantena per evitare di contagiare i paesi limitrofi. La stessa vicenda è alla base del romanzo Annus mirabilis (2001) di Geraldine Brooks.

## Edizioni
Esce in Italia l'8 gennaio 1984 nella collana fantascientifica Urania (n. 961).